# Teatro Malibran

Voorgevel

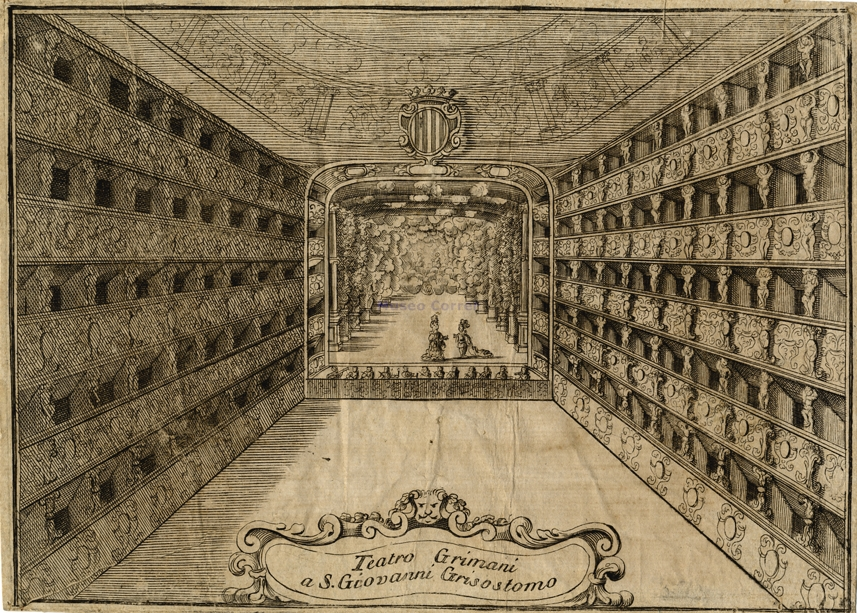
Het interieur op een gravure van Vincenzo Coronelli uit 1709

Het Teatro Malibran, oorspronkelijk het Teatro San Giovanni Grisostomo, is een operahuis in de wijk Cannaregio in Venetië. In de 17e en 18e eeuw gingen hier veel bekende opera's in première. Het interieur heeft ingrijpende transformaties ondergaan en heeft niet meer de vijf verdiepingen met dertig loges van voorheen. Het biedt 900 zitplaatsen.

## Geschiedenis
Het theater werd ontworpen door Tommaso Bezzi voor de aristocraat Pietro Grimani. Het was de derde en grootste schouwburg van de familie, gebouwd op de plek waar ooit het huis van Marco Polo stond. De naam was ontleend aan de nabijgelegen kerk van San Giovanni Crisostomo. Het theater opende tijdens het carnaval van 1678 met een uitvoering van Vespasiano door Carlo Pallavicino. 
Destijds beschikte het over het grootste podium van Venetië en stond het bekend om zijn buitengewoon uitgebreide producties en getalenteerde zangers. Prima donna's waren Margherita Durastanti (1709-1712), Faustina Bordoni (1716) en Francesca Cuzzoni (1718). Onder de mannelijke stemmen uit die periode kunnen genoemd worden Nicola Grimaldi, de castraten Farinelli en Caffarelli, en Francesco Tolve. In de hoogtijdagen werden er premières gebracht van componisten als Pollarolo, Scarlatti en Händel. 
In de jaren 1730 begon het theater te stagneren in een stad waar er veel opera was. In 1737-1741 was Carlo Goldoni directeur van het theater en introduceerde hij er zijn toneelstukken, zoals Momolo cortesan. Ook hielp hij met het aanpassen van aria's. In 1751 nam het gezelschap van Giuseppe Imer het theater over. In 1755 opende de familie Grimani een nieuw en kleiner theater, het San Benedetto, waardoor het San Giovanni  verder aan belang inboette.
Tijdens de Franse bezetting van Venetië werd de schouwburg in 1797 overgenomen door het stadsbestuur en ging hij verder onder de naam Teatro Civico. Door zijn populariteit was het in 1807 een van de vier Venetiaanse theaters die mochten blijven bestaan onder het napoleontische koninkrijk. In 1819 werd het theater aangekocht door Luigi Facchini en Giovanni Gallo. Zij knapten het in 1834 op en heropenden het onder de naam Teatro Emeronittio. Maria Malibran trad er op 8 april 1835 op, maar ze vond het theater zo onderkomen, dat ze haar gage weigerde en vroeg ze te besteden aan het gebouw. Daarop koos Gallo voor de nieuwe naam Teatro Malibran. In 1849 heroverden de Oostenrijkers Venetië en maakten ze een einde aan de Republica di San Marco. De meeste Venetiaanse theaters hielden uit protest de deuren gesloten, maar niet het Teatro Malibran.
In 1886 werd het theater openbaar verkocht. De nieuwe eigenaar liet het interieur decoreren in Egyptiserende stijl. Na het seizoen 1913 sloot het Teatro Malibran om veiligheidsredenen. Het onderging grondige transformaties door Mario Felice Donghi en heropende in december 1919 met een voorstelling van Verdi's Otello. In de eerste helft van de 20e eeuw werden er naast opera en operette ook films getoond. In 1992 werd het theater overgenomen door de stad Venetië. De traag vorderende restauratie werd bespoedigd toen een brand in 1996 het Teatro La Fenice buiten werking stelde. Het Teatro Malibran werd zoveel mogelijk intact gelaten, maar kreeg een grotere orkestbak. Onder het gebouw werd een groot waterbekken aangelegd tegen overstromingen. De heroping op 23 mei 2001 gebeurde in aanwezigheid van president Carlo Azeglio Ciampi. Het theater wordt gebruikt door het ensemble van La Fenice, met Marcello Viotti als eerste muzikaal leider. Het brengt zowel producties van La Fenice als eigen producties.

## Premières
In het Teatro Malibran gingen de volgende opera's in wereldpremière:
- Vespasiano (Carlo Pallavicino, 1678)
- Nerone (Carlo Pallavicino, 1679)
- Il ratto delle Sabine (Pietro Simone Agostini, 1680)
- Antioco il grande (Giovanni Legrenzi, 1681)
- Creso (Giovanni Legrenzi, 1681)
- Flavio Cuniberto (Gian Domenico Partenio, 1681)
- Carlo re d'Italia (Carlo Pallavicino, 1682)
- Flavio Cuniberto (Domenico Gabrielli, 1682)
- Il re infante (Carlo Pallavicino, 1683)
- Licinio imperatore (Carlo Pallavicino, 1683)
- Ricimero re de' Vandali (Carlo Pallavicino, 1684)
- Massimo Puppieno (Carlo Pallavicino, 1685)
- Penelope la casta (Carlo Pallavicino, 1685)
- Amore inamorato (Carlo Pallavicino, 1686)
- Didone delirante (Carlo Pallavicino, 1686)
- L'amazone corsara, ovvero L'Alvida regina de' Goti (1686)
- Elmiro re di Corinto (Carlo Pallavicino, 1686)
- La Gerusalemme liberata (Carlo Pallavicino, 1687)
- Carlo il Grande (Domenico Gabrielli, 1688)
- Orazio (Giuseppe Felice Tosi, 1688)
- La pace fra Tolomeo e Seleuco (Carlo Francesco Pollarolo, 1691)
- Onorio in Roma (Carlo Francesco Pollarolo, 1692)
- L'Ibraim sultano (Carlo Francesco Pollarolo, 1692)
- La forza della virtù (Carlo Francesco Pollarolo, 1693)
- Ottone (Carlo Francesco Pollarolo, 1694)
- Irene (Carlo Francesco Pollarolo, 1694)
- Il pastore d'Anfriso (Carlo Francesco Pollarolo, 1695)
- La Rosimonda (Carlo Francesco Pollarolo, 1695)
- Ercole in cielo (Carlo Francesco Pollarolo, 1696)
- Amor e dovere (Carlo Francesco Pollarolo, 1696)
- Marzio Coriolano (Carlo Francesco Pollarolo, 1698)
- Il Faramondo (Carlo Francesco Pollarolo, 1698)
- Il repudio d'Ottavia (Carlo Francesco Pollarolo, 1699)
- Lucio Vero (Carlo Francesco Pollarolo, 1699)
- Il colore fa' la regina (Carlo Francesco Pollarolo, 1700)
- Il delirio comune per l'incostanza dei genii (Carlo Francesco Pollarolo, 1700)
- Catone Uticenze (Carlo Francesco Pollarolo, 1701)
- L'odio e l'amore (Carlo Francesco Pollarolo, 1702)
- Venceslao (Carlo Francesco Pollarolo, 1703)
- La fortuna per dote (Carlo Francesco Pollarolo, 1704)
- Il giorno di notte (Carlo Francesco Pollarolo, 1704)
- Il Dafni (Carlo Francesco Pollarolo, 1705)
- Filippo, re della Grecia (Carlo Francesco Pollarolo, 1706)
- Flavio Bertarido, re dei Longobardi (Carlo Francesco Pollarolo, 1706)
- Il Mitridate Eupatore (Alessandro Scarlatti, 1707)
- Il trionfo della libertà (Alessandro Scarlatti, 1707)
- Il selvaggio eroe (Antonio Caldara, 1707)
- Alessandro in Susa (Luigi Mancia, 1708)
- Sofonisba (Antonio Caldara, 1708)
- Il vincitor generoso (Antonio Lotti, 1709)
- Agrippina (Georg Friedrich Händel, 1709)
- Ama più chi men si crede (Antonio Lotti, 1709)
- Il comando non inteso et ubbidito (Antonio Lotti, 1710)
- Isacio tiranno (Antonio Lotti, 1710)
- Il tradimento traditor di se stesso (Antonio Lotti, 1711)
- La forza del sangue (Antonio Lotti, 1711)
- L’infedeltà punita (Antonio Lotti, 1711)
- Publio Cornelio Scipione (Carlo Francesco Pollarolo, 1712)
- L’infedeltà punita (Carlo Francesco Pollarolo, 1712)
- Spurio postumio (Carlo Francesco Pollarolo, 1712)
- Porsenna (Antonio Lotti, 1713)
- Irene augusta (Antonio Lotti, 1713)
- Semiramide (Carlo Francesco Pollarolo, 1714)
- Il germanico (Carlo Francesco Pollarolo, 1716)
- Foca suberbo (Antonio Lotti, 1716)
- Ariodante (Carlo Francesco Pollarolo, 1716)
- Alessandro Severo (Antonio Lotti, 1717)
- Eumene (Tomaso Albinoni, 1717)
- Astianatte (Antonio Maria Bononcini, 1718)
- Ifigenia in Tauride (Giuseppe Maria Orlandini, 1719)
- Leucippo e Teonoe (Antonio Pollarolo, 1719)
- Paride (Giuseppe Maria Orlandini, 1720)
- Il Lamano (Michelangelo Gasparini, 1720)
- Teodorico (Giovanni Porta, 1720)
- Nerone (Giuseppe Maria Orlandini, 1721)
- Lucio Papirio dittatore (Antonio Pollarolo, 1721)
- Plautilla (Antonio Pollarolo, 1721)
- Giulio Flavio Crispo (Giovanni Maria Capelli, 1722)
- Romolo e Tazio (Carlo Luigi Pietro Grua, 1722)
- Venceslao (Giovanni Maria Capelli, Antonio Pollarolo en Giacomo Porta, 1722)
- Mitridate, re di Ponto vincitor di se stesso (Giovanni Maria Capelli, 1723)
- Gli equivoci d'amore e d'innocenza (Francesco Gasparini, 1723)
- Ipermestra (Geminiano Giacomelli, 1724)
- Il trionfo della virtù (Francesco Brusa, 1724)
- Il più fedel tra gli amici (Michelangelo Gasparini, 1724)
- Berenice (Giuseppe Maria Orlandini, 1725)
- Siface (Nicola Porpora, 1725)
- Il trionfo di Flavio Olibrio (Giacomo Porta, 1726)
- Meride e Selinunte (Nicola Porpora, 1727)
- Aldiso (Giacomo Porta, 1727)
- Arianna e Teseo (Nicola Porpora, 1727)
- Argene (Leonardo Leo, 1728)
- Ezio (Nicola Porpora, 1728)
- Catone in Utica (Leonardo Leo, 1729)
- Semiramide riconosciuta (Nicola Porpora, 1729)
- L'abbandono di Armida (Antonio Pollarolo, 1729)
- Onorio (Francesco Ciampi, 1729)
- Artaserse (Johann Adolf Hasse, 1730)
- Idaspe (Carlo Broschi, 1730)
- Massimiano (Giuseppe Maria Orlandini, 1731)
- Demetrio (Johann Adolph Hasse, 1732)
- L'Issipile (Giacomo Porta, 1732)
- Epaminonda (Geminiano Giacomelli, 1732)
- Adriano in Siria (Geminiano Giacomelli, 1733)
- Merope (Geminiano Giacomelli, 1734)
- La clemenza di Tito (Leonardo Leo, 1735)
- Rosbale (Nicola Porpora, 1737)
- Demofoonte (Gaetano Latilla, 1738)
- Alessandro Severo (Andrea Bernasconi, 1738)
- Viriate (Johann Adolph Hasse, 1739)
- Ottone (Gennaro D'Alessandro, 1740)
- Oronte re de' Sciti (Baldassarre Galuppi, 1740)
- Didone abbandonata (Andrea Bernasconi, 1741)
- Tigrane (Giuseppe Arena, 1741)
- Merope (Niccolò Jommelli, 1741)
- Statira (Nicola Porpora, 1742)
- Il Bajazet (Andrea Bernasconi, 1742)
- Semiramide riconosciuta (Niccolò Jommelli, 1742)
- La ninfa Apollo (Andrea Bernasconi, 1743)
- Arsace (Baldassarre Galuppi, 1743)
- Siroe re di Persia (Gennaro Manna, 1743)
- Meride e Selinunte (Pietro Chiarini, 1743-1744)
- Ipermestra (Christoph Willibald Gluck, 1744)
- Semiramide riconosciuta (Johann Adolph Hasse, 1744)
- Antigono (Andrea Bernasconi, 1745)
- Sofonisba (Niccolò Jommelli, 1745)
- Artaserse (Girolamo Abos, 1746)
- Tito Manlio (Niccolò Jommelli, 1746)
- Evergete (Lorenzo Gibelli, 1748)
- Ciro riconosciuto (Niccolò Jommelli, 1749)
- Siroe (Gioacchino Cocchi, 1750)
- Artaserse (Antonio Pampani, 1750)
- Didone abbandonata (Gennaro Manna, 1751)
- Le nozze di Paride (Baldassarre Galuppi, 1756)
- Cajo Mario (Baldassarre Galuppi, 1764)
- Notte si fausta (Ferdinando Bertoni, 1764)
- Achille in Sciro (Leopold Gassmann, 1766)
- Il finto pazzo per amore (Michele Mortellari, 1779)
- L'arrivo del burchiello da Padova a Venezia (Luigi Caruso, 1780)
- Il geloso corretto (Francesco Gnecco, 1803)
- Il finto fratello (Francesco Gnecco, 1803)
- La prima prova dell'opera Gli Orazi e Curiazi (Francesco Gnecco, 1803)
- Irene e Fliandro (Luigi Antonio Calegari, 1808)
- Cailles en sarcophage (Salvatore Sciarrino, 1979)

## Voetnoten
1. 1 2 3  Teatro Malibran, Teatro La Fenice, 2020 (bezocht 3 augustus 2025)